# 와유족

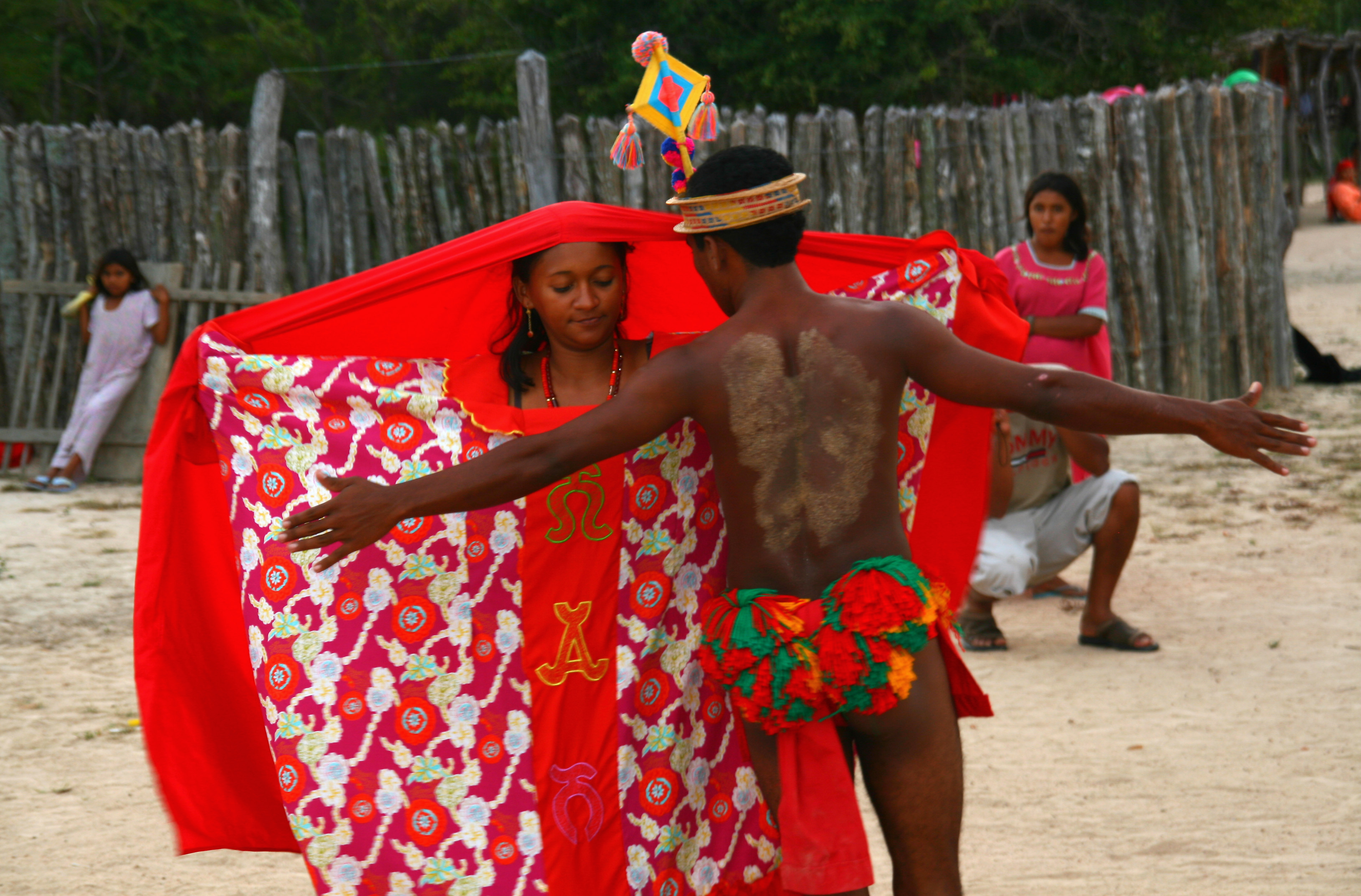

와유족(Wayuu) 또는 과히로족(Guajiro)은 콜롬비아와 베네수엘라 국경에 걸치고 카리브해에 접한 과히라 반도의 원주민족이다. 아라와크어족에 속하는 와유어를 사용한다.
식민시대에 스페인 세력에 완전히 정복된 적이 없으며 사실상 계속되는 전쟁상태에 있었다. 이들은 총기와 말을 타는 법을 배워 18세기에 스페인인 정착민들과 산발적으로 무력 충돌했다. 19세기 말에서 20세기 초에 걸쳐 천주교 사제들에 의해 복음화가 이루어졌다.
베네수엘라 내 인구는 2011년 조사 기준 413,437명, 콜롬비아 내 인구는 2018년 조사 기준 380,460명으로 나타났다. 콜롬비아에서는 원주민 인구의 약 20%이자 라과히라주 인구의 약 48%를 차지했고, 베네수엘라에서는 가장 큰 규모의 원주민 집단이다. 과히라 반도 내에서 와유족의 인구 분포는 균일하지 않으며 정착지 외곽이나 평원에 주로 거주하거나 일부 지역에 집중되어 있는 등 특징이 있다. 와유족이 건기에는 베네수엘라의 정착지들에서 일하다가 우기가 되면 콜롬비아의 집으로 돌아가는 경우가 많기 때문이다.
전통적으로 십수 개의 씨족 집단으로 나뉘며, 토착 신앙의 영향이 여전히 강하게 남아있다.

## 같이 보기
- 아르와코족
- 코기족
- 타이로나